# Pronoidae
Pronoidae é uma família de anfípodes pertencentes à ordem Amphipoda.
Géneros:
- Eupronoe Claus, 1879
- Paralycaea Claus, 1879
- Parapronoe Claus, 1879
- Pronoe Guérin-Méneville, 1836